# Звъникови
Звъникови (Clusiaceae или Guttiferae) е семейство покритосеменни растения, включващо около 50 рода и 1200 вида. Разпространени са по целия свят, но повечето видове се срещат в тропичните области.
По-важните родове са:
- Calophyllum
- Clusia
- Mammea
- Garcinia
- Hypericum – Звъника